# BlackBerry 10
BlackBerry 10 (БлэкБерри 10, BB10, BBX) — операционная система, разработанная компанией Research In Motion для семейства смартфонов и планшетов BlackBerry. Эта операционная система базируется на QNX, которая была приобретена RIM в апреле 2010 года. Сначала платформа носила название BBX, но оно было изменено на BlackBerry 10 в связи с судебным иском от компании BASIS International, так как BBX® уже использовалась ими для своей линейки программного обеспечения.
BlackBerry Limited объявила, что онлайн-функции ОС перестанут работать с 4 января 2022 года.

## Программная платформа
Новая платформа BlackBerry включает в себя BB10 OS и поддерживает приложения, написанные на C/C++ и HTML5.
Приложения, созданные с помощью BlackBerry WebWorks и HTML5 для BlackBerry OS, так же, как и приложения, созданные с помощью Native SDK для BlackBerry PlayBook OS, полностью совместимы с платформой BlackBerry 10 .

## Пользовательский интерфейс
1 мая 2012 года главный исполнительный директор компании Research In Motion Торстен Хейнс (Thorsten Heins) официально представил платформу следующего поколения семейства BlackBerry — BlackBerry 10. В этот же день компания представила и некоторые особенности BlackBerry 10, такие, как:
- Улучшенная многозадачность (например, с помощью жестов можно переходить от одного приложения к другому);
- Плиточный интерфейс;
- Интеллектуальная клавиатура (то есть клавиатура сама подбирает нужное вам слово в зависимости от содержания текста и стиля беседы);
- Специальное приложение для камеры (в нём вы сможете прокрутить время назад в буквальном смысле слова, например, если вы не успели запечатлеть важный момент или идеальный кадр. Программа автоматически записывает кадры за несколько секунд до момента съёмки, поэтому вы всегда сможете выбрать лучший вариант).

## BlackBerry 10 Dev Alpha
Прототип первого BlackBerry был выдан разработчикам BlackBerry на конференции BlackBerry 10 Jam в Орландо, Флорида. Этот образец был выдан, чтобы помочь улучшить экосистему BlackBerry 10 до её выхода на рынки, давая разработчикам физическое устройство, на котором они смогут тестировать свои приложения и игры. Также RIM заявила, что это ни в коем случае не первый телефон на BlackBerry 10 OS.

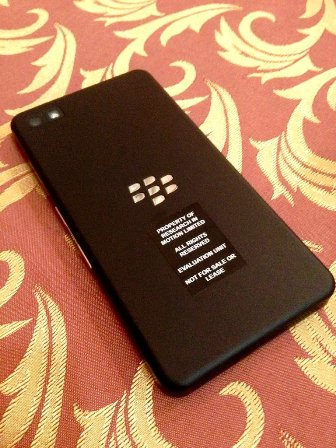
Задняя часть BlackBerry 10 Dev Alpha
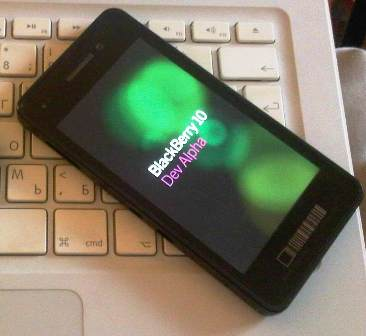
Загрузочный экран BlackBerry 10 Dev Alpha

Технические характеристики BlackBerry 10 Dev Alpha A:
- Dual Core TI OMAP 4460
- Сеть: Quad Band HSPA+/UMTS (850, 1700, 1900, 2100 MHz)
- Сеть: Quad Band GSM/GPRS/EDGE (850, 900, 1800, 1900 MHz)
- BlackBerry OS 10
- Дисплей: 4.2" с разрешением 1280 x 768 пикселей, 356 PPI; глубина цвета 24 бита; соотношение 15:9
- Память 16 GB
- 1 GB RAM
- Камера: 8 мп с вспышкой
- Камера: 3 мп передняя камера
- Wi-Fi: 802.11 b/g/n 2.4 GHz
- GPS: автономный и A-GPS
- microHDMI out
- Слот для microSIM
- Порт Micro-USB
- Модуль NFC
- DLNA
- Bluetooth 4.0 LE
- Батарея (1590 mAh)
- Сенсоры: Ambient Light Sensor, Accelerometer, Magnetometer, Gyroscope, Face detect for phone calls
- 3,5-мм порт Jack для наушников
- Трехкнопочный переключатель громкости (убавить-заглушить-прибавить)

## Подтверждённая информация
- Технические характеристики Blackberry Z10 [11]:

1. Двухъядерный процессор с частотой 1,5 ГГц Qualcomm® Snapdragon™ S4 processor
2. 2 ГБ оперативной памяти
3. 8 МП составит разрешение камеры
4. 2 МП фронтальной камеры

- Официально стандартизированы разрешения экранов у будущих смартфонов на BlackBerry 10:

1. L (полностью сенсорная, с разрешением экрана 720x1280, 356 ppi)
2. N (с физической QWERTY-клавиатурой, разрешением экрана 720x720, 330 ppi)

Обе серии будут иметь OLED-дисплей, но не исключено, что будут версии и с LCD-дисплеем
- Доступен Skype, единственное приложение, написанное на Android NDK и запускаемое на девайсах.[12]
- Следующим телефоном на BlackBerry 10 будет Blackberry Z30, полностью сенсорный
- Endomondo, Gameloft (готовит к выпуску на BB10 11 своих лучших игр, включая N.O.V.A. 3, Shark Dash, The Oregon Trail и Ice Age Village.), Mippin, Occipital, PixelMags, Pacemaker, Poynt, Truphone и Wikitude — все эти компании согласились портировать своё программное обеспечение и создавать новые версии своего программного обеспечения для BlackBerry 10 OS
- К началу продаж смартфонов уже будут доступны приложения: Twitter, Facebook, Foursquare, LinkedIn, Google Talk messenger, Yahoo Messenger и многие другие
- Доступен AAA-движок Unity3D, Marmalade, Shiva3D.
- Доступен вариант Z10 "Porsche Design" (Blackberry P'9982), стоимость - около 2000 $, характеристики, аналогичные Z10
- Первым телефоном на BlackBerry 10 является Blackberry Z10 [13]
- Доступен видеоредактор начиная с версии 10.3
- Появится поддержка потокового видео

## Неподтверждённая информация
- Разработчики Wikitude утверждают, что на BlackBerry 10 их браузер дополненной реальности будет способен на большее. Например, с его помощью можно проводить время за играми в дополненной реальности.[14]
- У нового смартфона будет самый быстрый браузер (в сравнении с iOS 6 и WP8)
- Может быть, появятся такие приложения, как NETFLIX и Instagram - Инстаграм появился (сделан комьюнити)